# مايك جاكسون (عالم حاسوب)
مايك جاكسون (بالإنجليزية: Mike Jackson)‏ هو عالم حاسوب بريطاني، ولد في 1951.